# إيس كمبات 5
إيس كمبات 5: ذي أنسنغ وور هي لعبة فديو من شركة نامكو على بلاي ستيشن 2 حررت عام أكتوبر 21 2004 اللعب للاعب واحد لكن الأسلوب يعتمد على القتال بأسلوب جماعي، حيث أنه في كل مهمة يكون اللاعب في فريق من 3 أو 4 (يعتمد على أحداث اللعبة) أفراد والاعب يتحكم بلاعب منهم.
شخصيات اللعبة :
بلايز ((بالإنجليزية: Blaze)‏: وهي الشخصية التي يلعب بها اللاعب
يوجد بالعبة 52طائرة تستطيع التحكم بها هي:
| - غرومان ايه-6 إنترودر - نورثروب غرومان إي إيه-6 بي براولر - إيه-10 ثاندر بولت الثانية - إيه-10 ثاندر بولت الثانية - نورثروب إف-5 - نورثروب إف-20 تايغر شارك - إف-4إي فانتوم الثانية - إف-4جي فانتوم الثانية (وايلد ويزل) - إف-4أكس - إف-14أي توم كات - إف-14 توم كاتإف-14بي بوب كات - إف-14دي سوبر توم كات - إف-15سي إيغل - إف-15 إي سترايك إيغل - إف-15أس\أم تي دي إيغل - جنرال دايناميكس إف-16 فايتينغ فالكون - جنرال دايناميكس إف-16 فايتينغ فالكون - جنرال ديناميكس إف-16 إكس إل | - إف/إيه-18 هورنت - إف/إيه-18إي/إف سوبر هورنت - لوكهيد مارتن إف-22 رابتور - لوكهيد مارتن إف بي-22 - إف-117أي نايت هوك - ميكويان-غوريفيتش ميغ-21 - ميكويان-غوريفيتش ميغ-21 - ميكويان ميج-29 - ميكويان ميج-31 - ميكويان ميج-31 - F-2A - بوينغ إي إيه-18جي غرولير - داسو ميراج 2000 - Mirage 2000D - تورنادو - تورنادو - تورنادو - تورنادو | - سوخوي سو-27 - سوخوي سو-34 - سوخوي سو-35 - سوخوي سو-37 - سوخوي سو-47 - S-32 - ساب جاس-39 غربين - يوروفايتر تايفون - داسو رافال - داسو رافال - لوكهيد مارتن إف-35 لايتنيغ الثانية - نورثروب واي إف-23 - مشروع ميكويان 1.44 - بي أيه إي هوك - X-02 Wyvern - غرومان إكس - 29 - ADF-01F Falken |

وتسع طائرات لاتستطيع التحكم بهاهم
- أفرو فولكان
- هوكر سايدلي نمرود
- ماكدونل دوغلاس إيه في-8 بي هارير الثانية
- نورثروب غرومان بي 2 سبيرت
- بي-1 لانسر
- بي-52 ستراتوفورتريس
- لوكهيد سي5 غلاكسي
- C-130 Hercules
- لوكهيد إس آر-71 بلاك بيرد